# Wurfbainia hedyosma
Wurfbainia hedyosma là một loài thực vật có hoa trong họ Gừng. Loài này được Henry Nicholas Ridley mô tả khoa học đầu tiên trong số 35 tháng 12 năm 1905 của Publications of the Bureau of Science Government Laboratories  (in tại Manila ngày 17-01-1906) dưới danh pháp Amomum trilobum. Tuy nhiên, danh pháp Amomum trilobum đã được François Gagnepain sử dụng từ năm 1904 (séance du 9 Décembre 1904) để mô tả một loài khác chỉ có ở Đông Dương, vì thế danh pháp do Ridley công bố là không hợp lệ (nomen illegitimum).
Năm 2000, Ian Mark Turner đổi tên và hợp lệ hóa loài này thành Amomum hedyosmum. Năm 2018, Jana Leong-Škorničková và Axel Dalberg Poulsen chuyển nó sang chi Wurfbainia.

## Phân bố
Loài này có ở Philippines.